# Liste des évêques et archevêques de Buenos Aires
Cette liste recense les évêques qui se sont succédé sur le siège du diocèse de Buenos Aires depuis sa création le 6 avril 1620. La liste se poursuit avec les archevêques à partir du 5 mars 1865 lorsque le diocèse est élevé au rang d'archidiocèse métropolitain et prend le nom d'archidiocèse de Buenos Aires.

## Évêques
- Pedro Carranza Salinas, O.Carm (6 avril 1620 - 29 novembre 1632)
- Cristóbal de Aresti Martínez de Aguilar, O.S.B (3 décembre 1635 - fin 1638 ou 1639)
  - Sede vacante (1639-1642)
- Cristóbal de la Mancha y Velazco, O.P (13 janvier 1642 - 7 avril 1673)
  - Sede vacante (1673-1676)
- Antonio de Azcona Imberto (19 octobre 1676 - 19 février 1700)
  - Sede vacante (1700-1713)
- Pedro de Fajardo, O.SS.T (22 mai 1713 - 16 décembre 1729)
- Juan de Arregui, O.F.M (22 novembre 1730 - 19 décembre 1736)
- José de Peralta Barrionuevo y Rocha Benavídez, O.P (23 juin 1738 - 14 juin 1746), nommé évêque de La Paz
- Cayetano Marcellano y Agramont (21 avril 1749 - 23 mai 1757), nommé évêque de Trujillo
- José Antonio Basurco y Herrera (23 mai 1757 - 5 février 1761)
- Manuel Antonio de la Torre (14 juin 1762 - 20 octobre 1776)
- Sebastián Malvar y Pinto, O.F.M (15 décembre 1777 - 15 décembre 1783), nommé archevêque de Santiago de Compostelle
- Manuel Azamor y Ramírez (27 juin 1785 - 2 octobre 1796)
  - Pedro Inocencio Bejarano (18 décembre 1797 - 23 février 1801), évêque élu, nommé évêque de Sigüenza
- Benito Lué y Riega (9 août 1802 - 22 mars 1812)
  - Sede vacante (1812-1829)
- Mariano Medrano y Cabrera (7 octobre 1829 - 7 avril 1851)
  - Sede vacante (1851-1854)
- Mariano José de Escalada Bustillo y Zeballos (23 juin 1854 - 5 mars 1865), devient le 1er archevêque de Buenos Aires

## Archevêques
| Portrait | Armoiries | Épiscopat   | Titulaire                                         | Notes                            |
| -------- | --------- | ----------- | ------------------------------------------------- | -------------------------------- |
|          |           | 1865 à 1870 | Mariano José de Escalada Bustillo y Zeballos (es) |                                  |
|          |           | 1873 à 1894 | León Federico Aneiros (es)                        |                                  |
|          |           | 1895 à 1900 | Vladislas Castellano (es)                         |                                  |
|          |           | 1900 à 1923 | Mariano Antonio Espinosa (es)                     |                                  |
|          |           | 1926 à 1932 | José María Bottaro y Hers (es) O.F.M              |                                  |
|          |           | 1932 à 1959 | Santiago Luis Copello                             |                                  |
|          |           | 1959 à 1212 | Fermín Emilio Lafitte (es)                        |                                  |
|          |           | 1959 à 1975 | Antonio Caggiano                                  |                                  |
|          |           | 1974 à 1990 | Juan Carlos Aramburu                              |                                  |
|          |           | 1990 à 1998 | Antonio Quarracino                                |                                  |
|          |           | 1998 à 2013 | Jorge Mario Bergoglio, S.J                        | élu Pape sous le nom de François |
|          |           | 2013 à 2023 | Mario Aurelio Poli                                |                                  |
|          |           | depuis 2023 | Jorge Ignacio García Cuerva (es)                  |                                  |

## Sources
- (en) « Archdiocese of Buenos Aires : Past and Present Ordinaries », sur catholic-hierarchy.org (consulté le 18 août 2023)